# ティモンズ・バイター
ティモンズ・バイター（英：Timon's Biter）とは、オーストラリア原産の牧牛犬種である。ごく短期間で消滅した。

## 歴史
19世紀ごろに作られた犬種で、イギリスから輸入したスミスフィールド・キャトル・ドッグとオーストラリアに広く分布していた野生の犬種、ディンゴを交配させて作り出された。ちなみに、この頃スミスフィールド・キャトル・ドッグは既に絶滅寸前で、能力を引き継いだ優秀な子孫を作る目的でこの実験的な作出が行われた。
主に牧牛犬として使われていた。効率よく声を出さずに黙々と作業を行う優良な働きぶりを見せていたが、スミスフィールドとディンゴの性質が上手くかみ合わず、牛のかかとを強く噛みすぎて怪我をさせてしまうことが度々あったため、人気が出ずあまり普及しなかった。そこで更なる改良が行われることとなり、本種とその原種スミスフィールドやスムース・コリー、ディンゴにブルテリア、オーストラリアン・ケルピーにダルメシアンなどを複雑に異種交配させてオーストラリアン・キャトル・ドッグに姿を変えた。
ティモンズ・バイターが犬種であった期間は15～20年ととても短かったが、本種の能力の良い部分は今もオーストラリアン・キャトル・ドッグに受け継がれている。

## 特徴
オーストラリアン・キャトル・ドッグに比べると、より原始的な顔つきをしている。筋肉質の引き締まった体つきで、脚が長い。立ち耳・ふさふさした垂れ尾を持つが、尾は短めに断尾されることもあった。コートはショートコートで、毛色はイエロー系の単色やブラック・アンド・タン、ブルー・アンド・タンなどさまざまである。中型犬サイズで、性格は忠実で仕事熱心だが、ディンゴの血により内向的で警戒心が強かったともいわれている。